# 山﨑重孝
山﨑 重孝（やまさき しげたか、1959年〈昭和34年〉12月12日 - ）は、日本の自治・総務官僚。元内閣府事務次官。

## 人物
自治行政局の行政課長や大臣官房審議官（地方行政、個人番号制度、地方公務員制度、選挙担当）などを務め総務省内ではミスター行政局として知られる地方行政の専門家である。その後内閣総務官をへて2017年に自治行政局長。2019年に内閣府事務次官。2021年退職内閣官房参与。

## 来歴
本籍は福岡県糸島市。山口県宇部市で育ち山口県立宇部高等学校、東京大学法学部卒業。国家公務員上級甲種試験（法律）を受け、1983年4月 自治省（現：総務省）に入省（税務局企画課兼大臣官房総務課）。同年7月 愛知県総務部地方課勤務。1985年 消防庁総務課。1987年 税務局企画課主査。1988年10月 鳥取県総務部地方課長。1990年5月 同県総務部財政課長。1992年4月 自治大学校教授。1993年4月 財政局準公営企業室課長補佐。1994年2月 行政局振興課長補佐。1996年7月 行政局行政課長補佐兼行政体制整備室課長補佐。1998年1月 行政局行政課理事官兼行政体制整備室理事官。同年7月 行政局行政課理事官。1999年8月 北九州市財政局長。2002年4月 総務省自治行政局市町村課行政体制整備室長。2005年9月 自治行政局合併推進課長。2006年7月 自治財政局調整課長。同年9月 大臣官房付､（併）内閣官房内閣参事官（内閣総務官室）。2007年4月 内閣官房内閣参事官（内閣総務官室）。同年9月 自治財政局財政課財政企画官､（併）総務省大臣官房参事官。2008年7月 自治行政局地域自立応援課長。2009年7月 自治税務局都道府県税課長。2010年7月 自治行政局住民制度課長。2011年7月 自治行政局行政課長。2013年6月 総務省大臣官房審議官（地方行政、個人番号制度、地方公務員制度、選挙担当）､（併）内閣官房内閣審議官（内閣官房副長官補付）。2014年7月 内閣官房内閣審議官（内閣総務官室）､（命）内閣官房人事管理官､（併）内閣人事局。2015年9月 内閣総務官､（併）内閣人事局人事政策統括官。2017年7月 自治行政局長､（併）復興庁付。2018年8月1日 内閣審議官兼皇位継承式典事務局長。2019年1月15日 内閣府事務次官。2021年9月1日退職。同月2日内閣官房参与、皇室制度連絡調整総括官。2022年日本電気顧問、日本生命保険特別顧問、神戸市顧問。2023年9月13日内閣官房参与退任。2024年3月15日内閣官房参与、皇室制度連絡調整総括官。